# 세인트 메리 국제학교

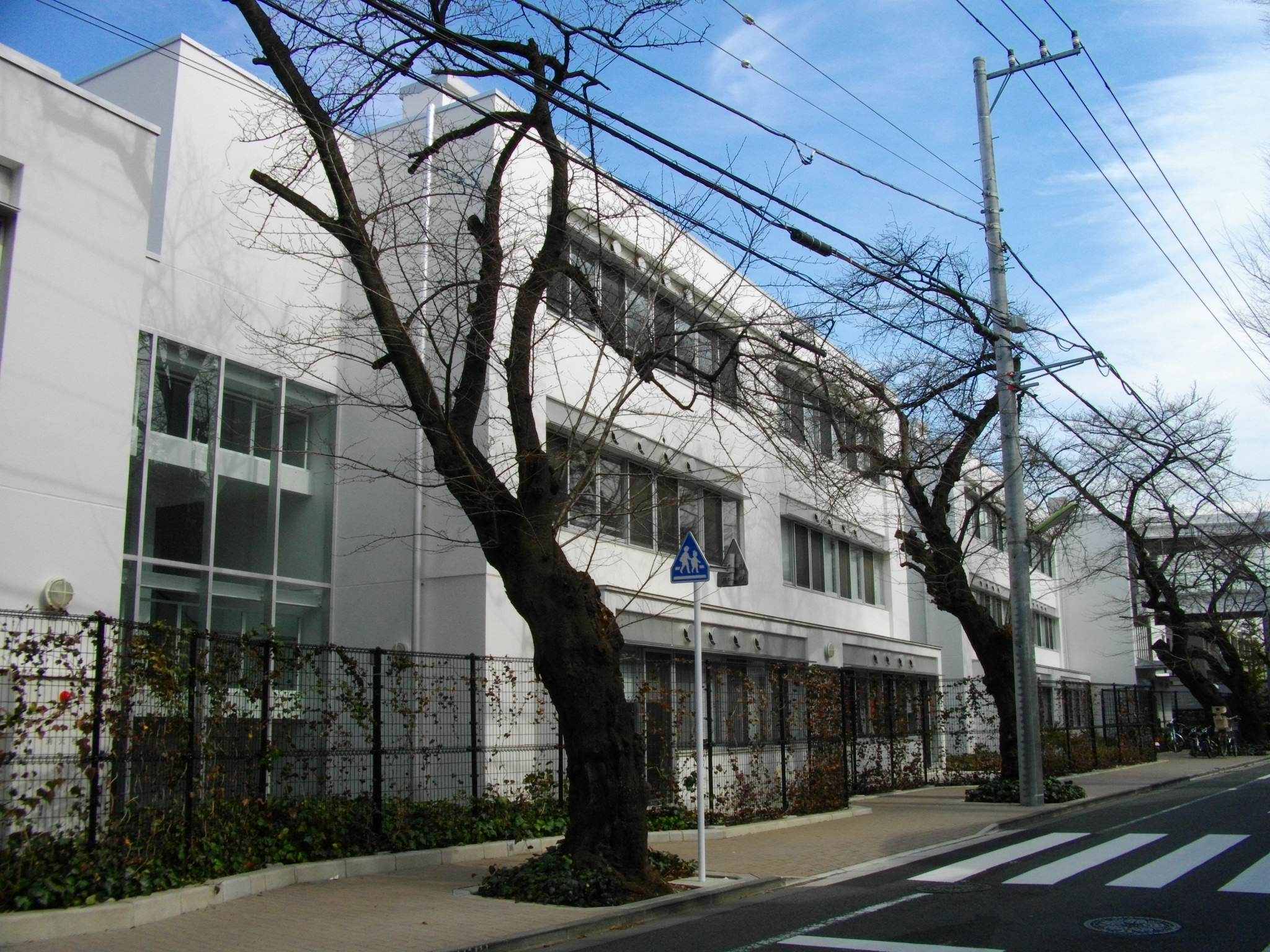
도쿄 세인트 메리 국제 학교

세인트 메리 인터네셔널 스쿨(セント・メリーズ・インターナショナル・スクール, St. Mary's International School)은 일본 도쿄도 세타가야구 세다(瀬田)에 있는 사립 국제학교이다.